# Église d'Orsanmichele
Orsanmichele (Or' San Michele, San Michele in Orto) est une église située à Florence, en Italie.
Elle doit son nom (en français : « Saint-Michel-au-jardin ») à l'église originelle sur laquelle elle fut construite en 750, un ancien oratoire situé dans le jardin d'un monastère bénédictin, transformé successivement en loggia, en entrepôt, puis, de nouveau, en église.

## Histoire
Détruite en 1240, elle est remplacée par une loggia abritant les marchands de céréales en 1284 et pouvant servir d'entrepôt contre les famines ou de siège de la ville : C'est la Loge aux Grains d'Arnolfo di Cambio.
De nouveau détruite, la loggia est rebâtie à partir de 1337 par Francesco Talenti, mais surmontée d'entrepôts en étages dont les Arti di Firenze des corporations présentes placèrent chacune leur saint patron sur les piliers (voir liste complète ci-dessous).
Le culte réhabilité dans l'édifice en 1347 fit murer les arcades de la loggia suivant les dessins de Simone Talenti et les étages servirent de réserves pour les famines.

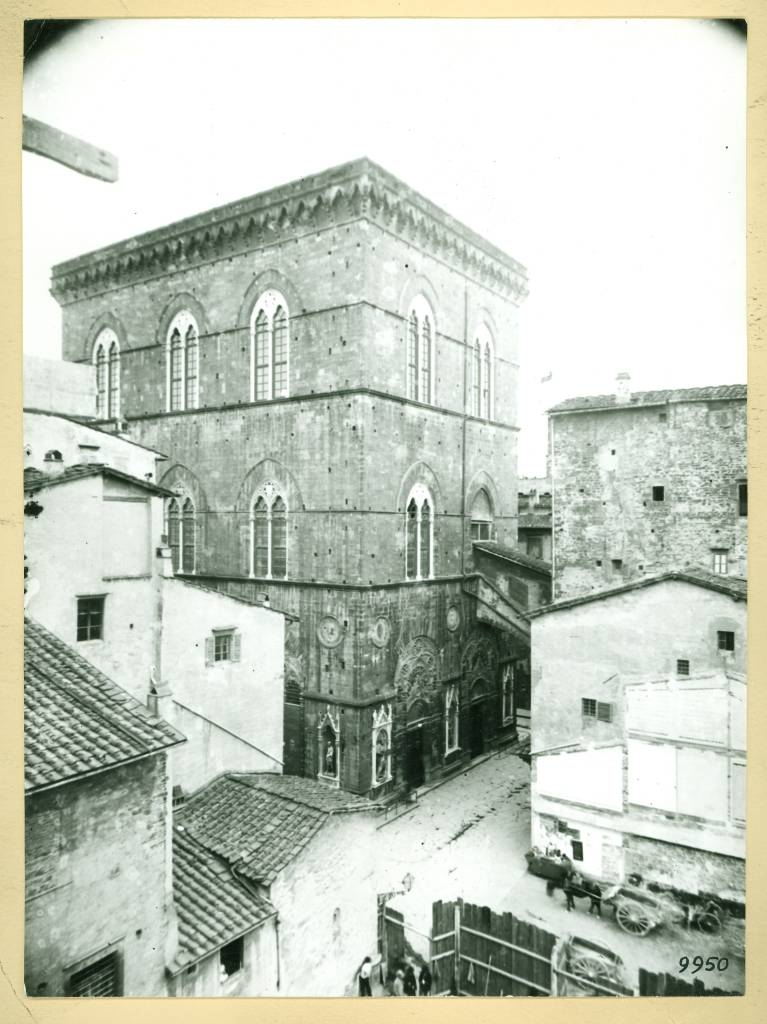
Vue d'Orsanmichele depuis un immeuble du Mercato Vecchio, après les premières démolitions, mais avant la rénovation du bâtiment Arte della Lana, vers 1880.

C'est depuis le XVe siècle une église de Florence sur laquelle ont travaillé plusieurs artistes et dont certaines œuvres (sculptures) sont placées dans les tabernacles de l'intérieur ou les niches des murs extérieurs (mais aujourd'hui ce sont des copies qui y sont exposées).
À la fin du XXe siècle les étages supérieurs sont transformés en espace muséal (des statues originales) ou de conférences ; on y accède par un escalier intérieur étroit (placé entre les murs jusqu'au premier étage) suivi d'un escalier de bois, monumental et contemporain ; les baies restées découvertes permettent d'apercevoir un panorama de la ville depuis le centre historique. La circulation retour s'effectue par la passerelle vers le palazzo della Lana et permet de sortir du bâtiment.

## Extérieur

### Statues remarquables

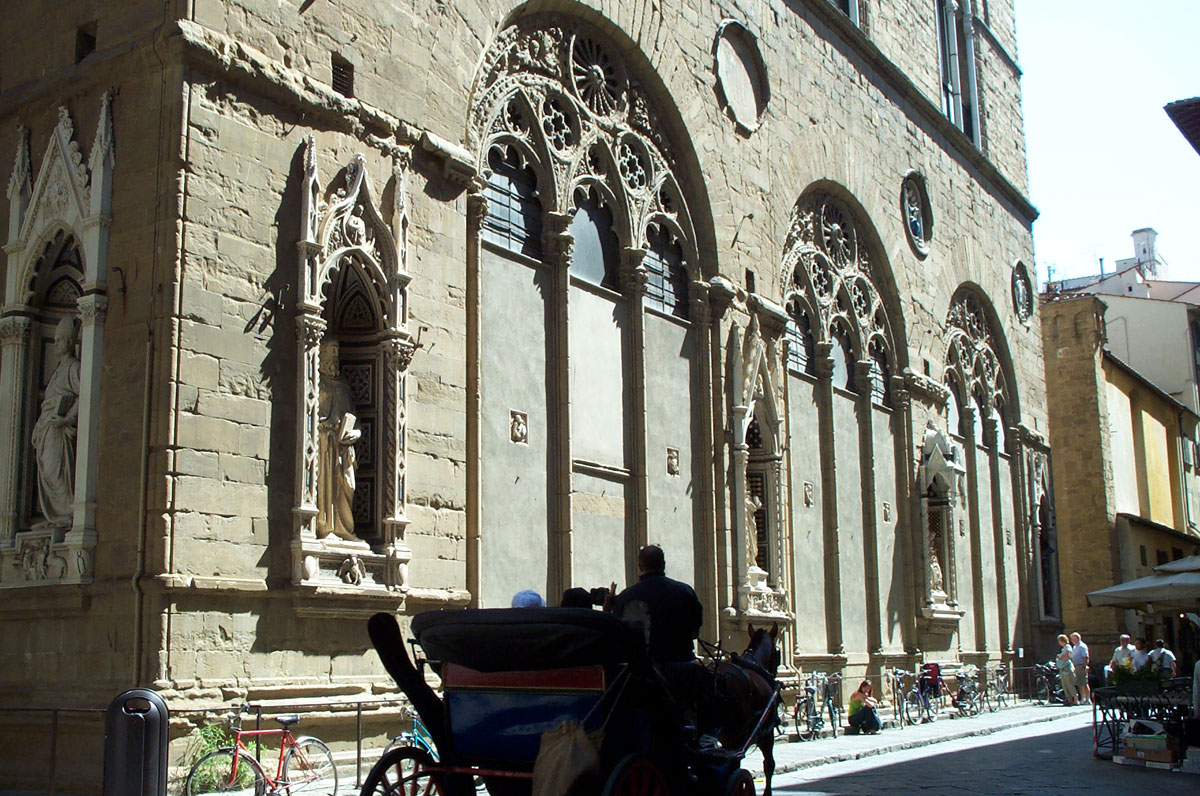
Les niches (tabernacoli) des saints patrons des Arti sur les façades.

- Nanni Di Banco : Saint Pierre et Les 4 saints couronnés réalisé entre 1408 et 1413, qui représente les 4 sculpteurs chrétiens Claudius, Castor, Symphorian et Nicostratus, martyrisés par l'empereur Dioclétien pour avoir refusé de faire une statue en l'honneur du dieu Esculape.
- Donatello : St Georges - Il y réalise aussi  Saint Marc entre 1411 et 1413.
- Verrochio : Saint Thomas
- Lorenzo Ghiberti : Saint Jean-Baptiste, saint patron de l'Arte di Calimala
- Pietro di Giovanni Tedesco : Madonna della Rosa, sainte patronne de l'Arte dei Medici e Speziali

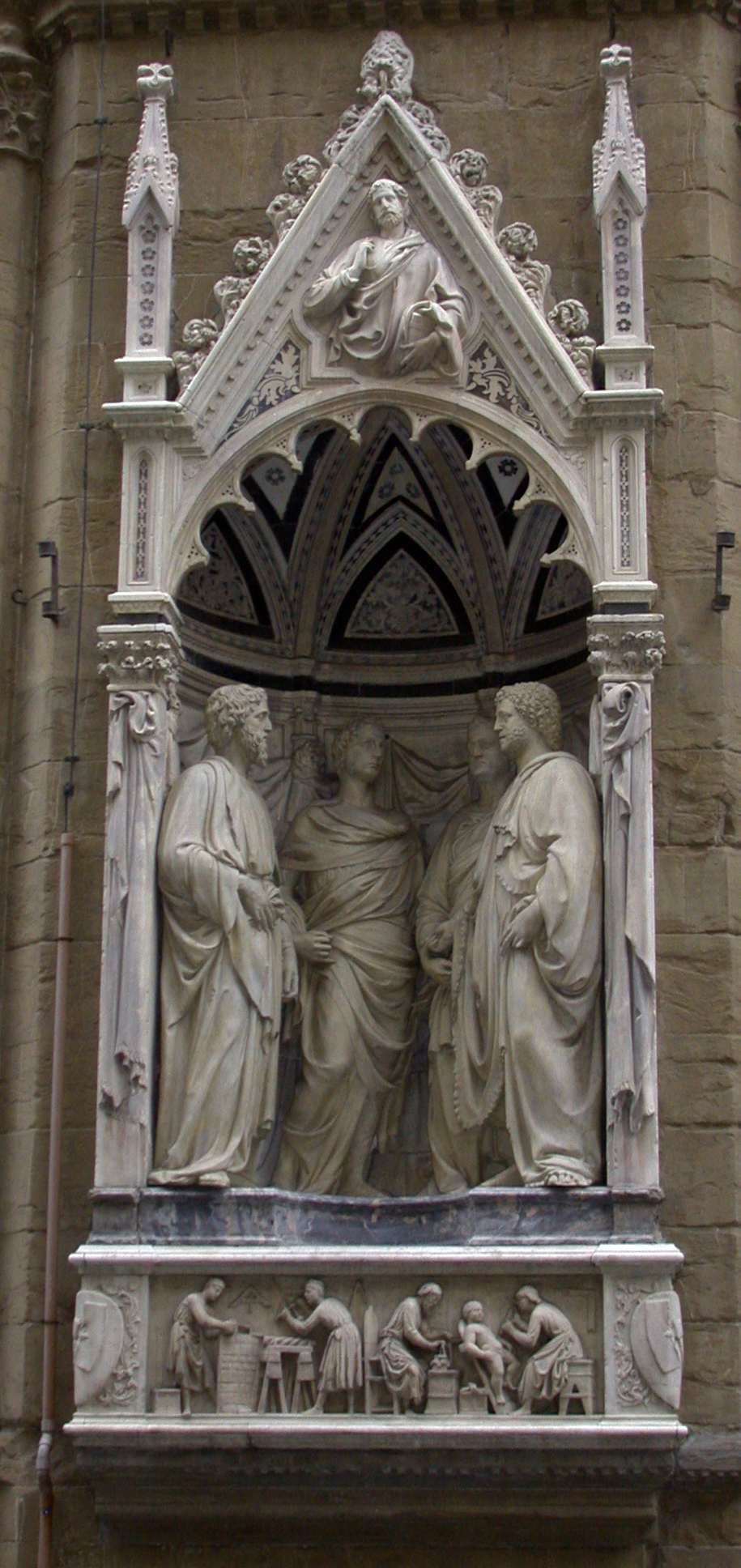
Les Quatre Saints couronnés Nanni Di Banco
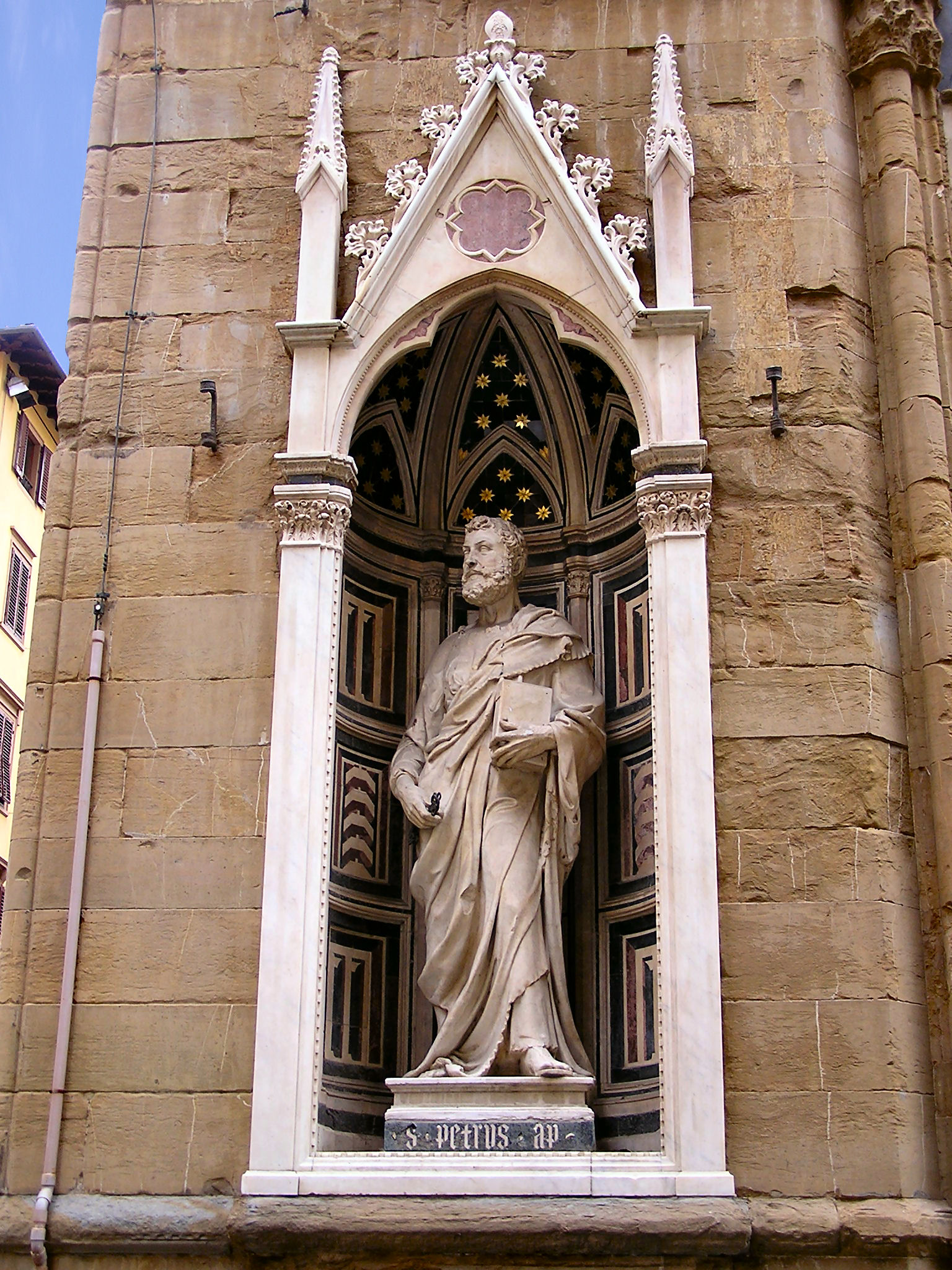
Saint Pierre Nanni Di Banco
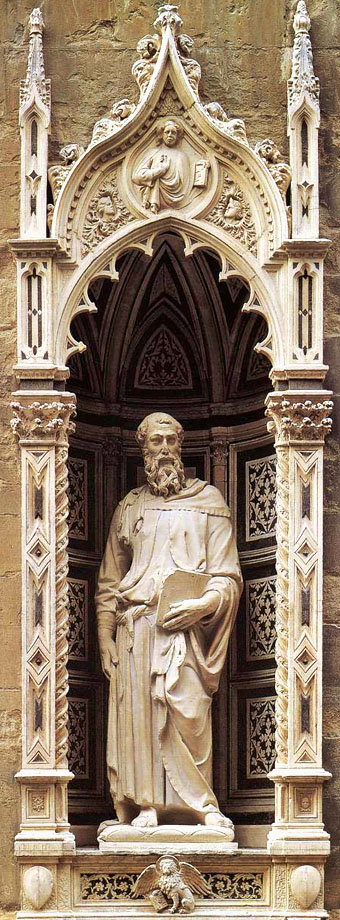
Saint Marc Donatello
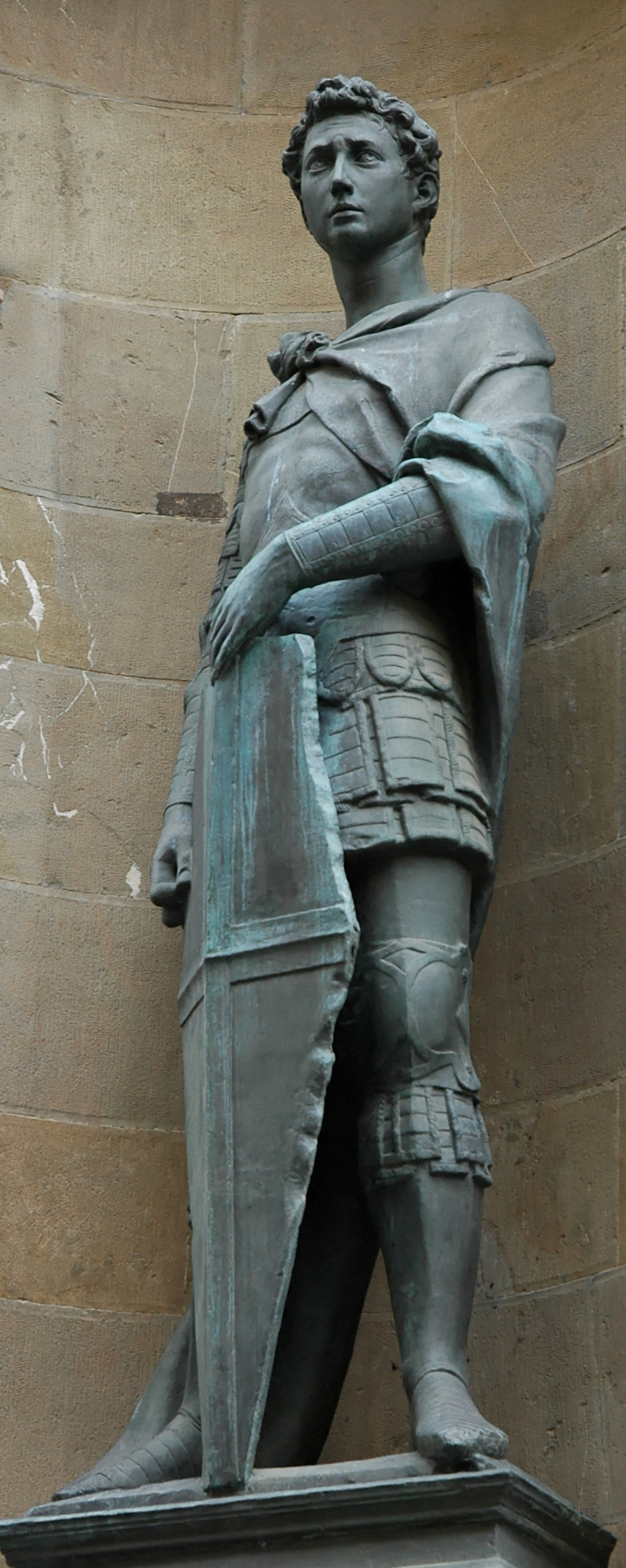
Saint Georges Donatello
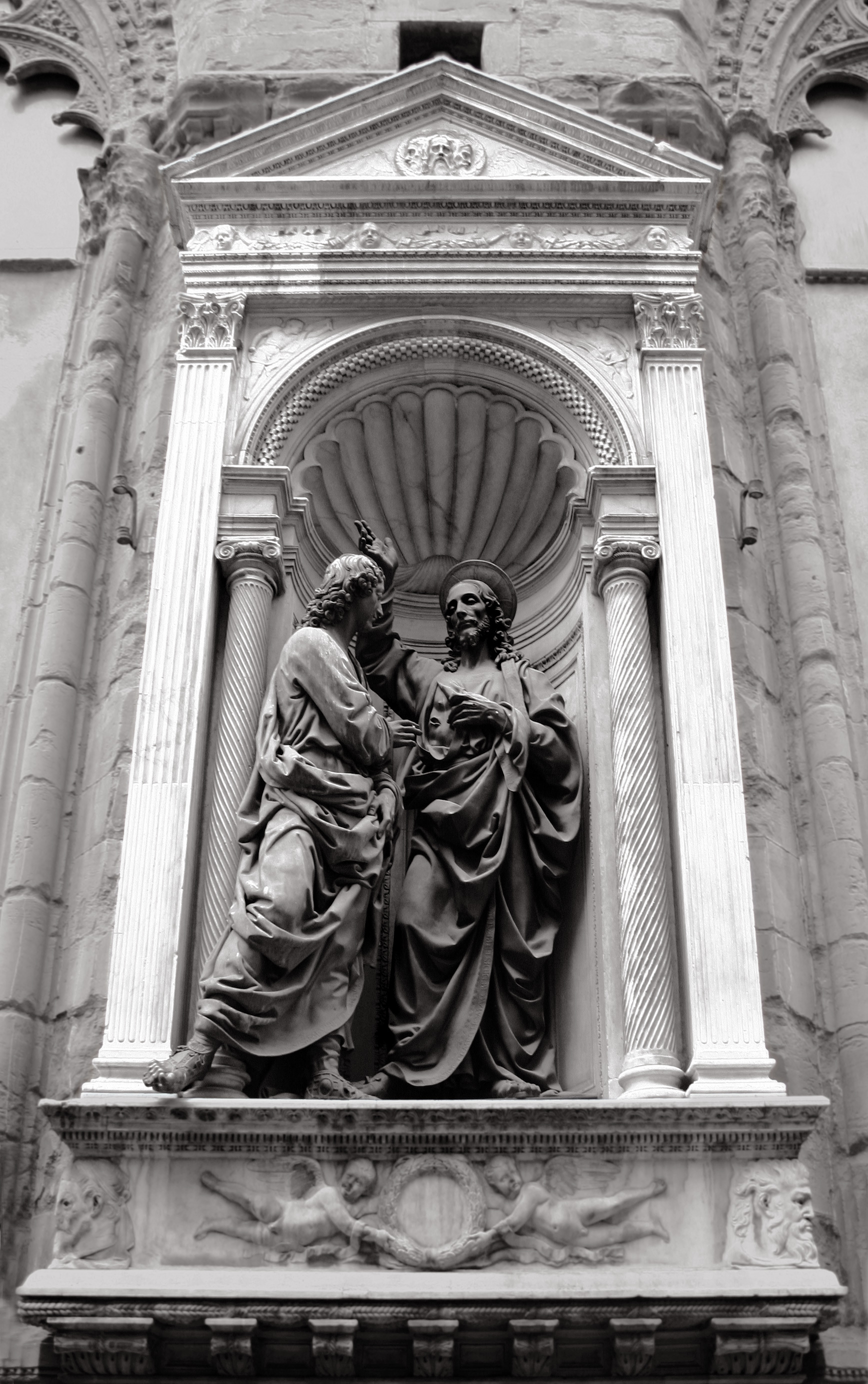
Incrédulité de St Thomas Verrochio
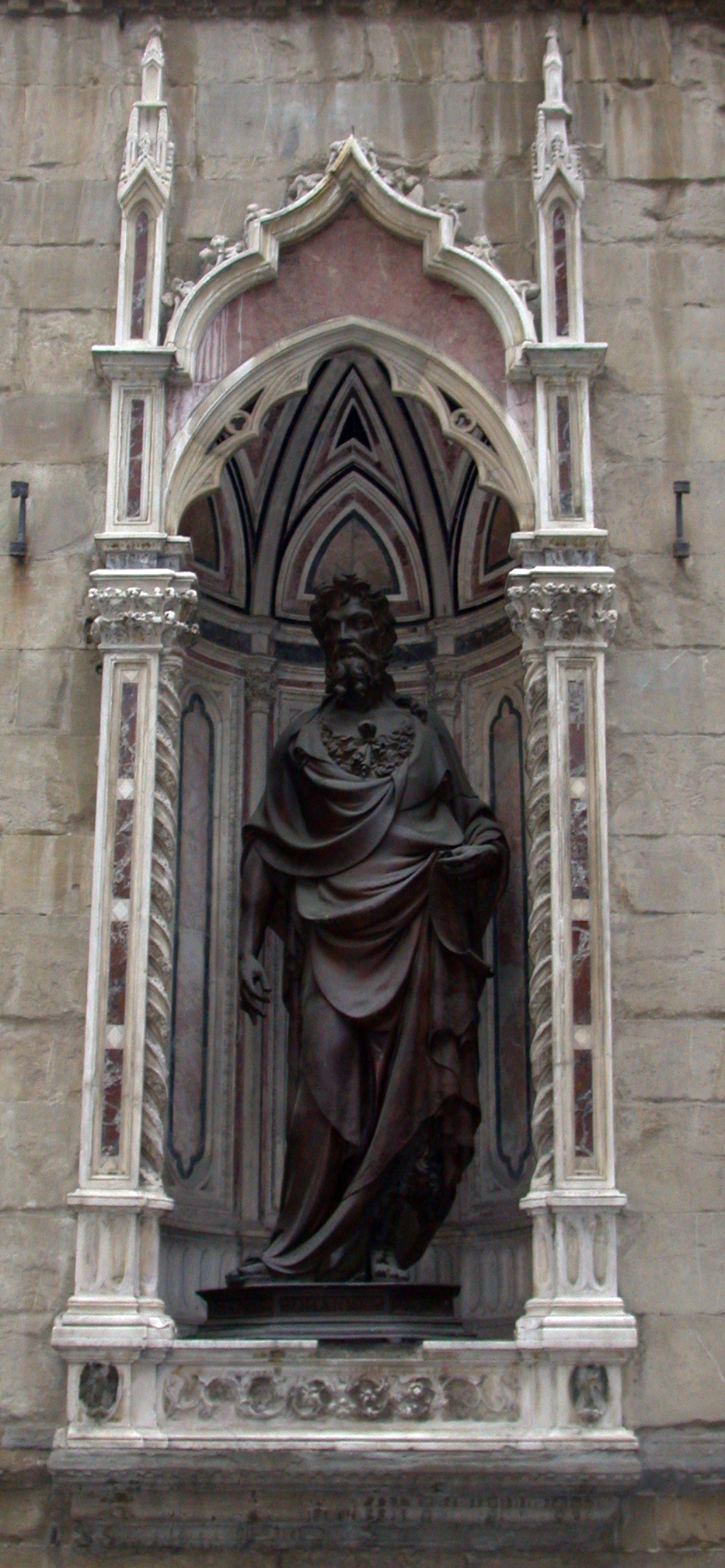
Saint Jean-Baptiste Lorenzo Ghiberti
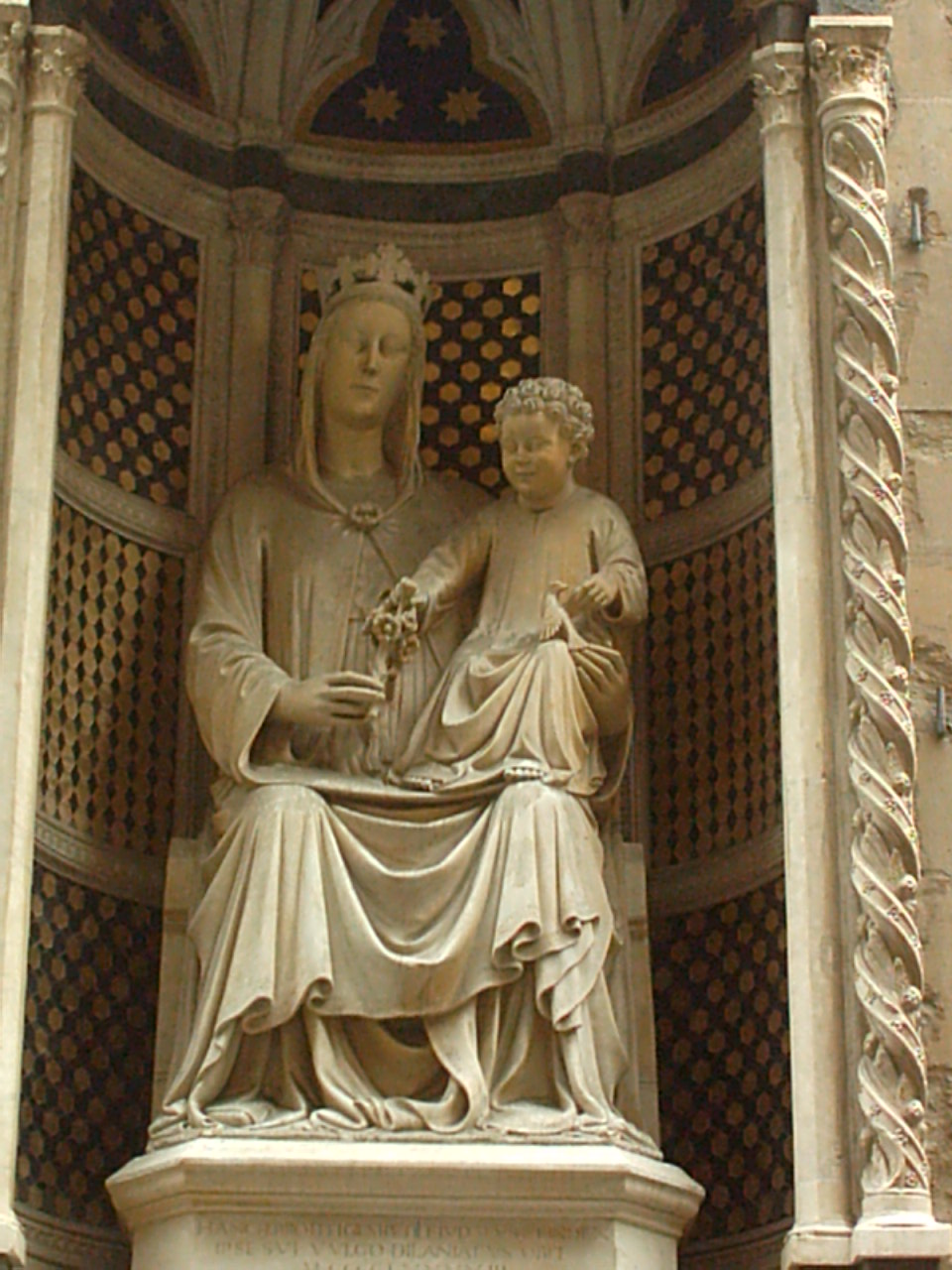
Madonna della Rosa Pietro di Giovanni Tedesco

### Particularités

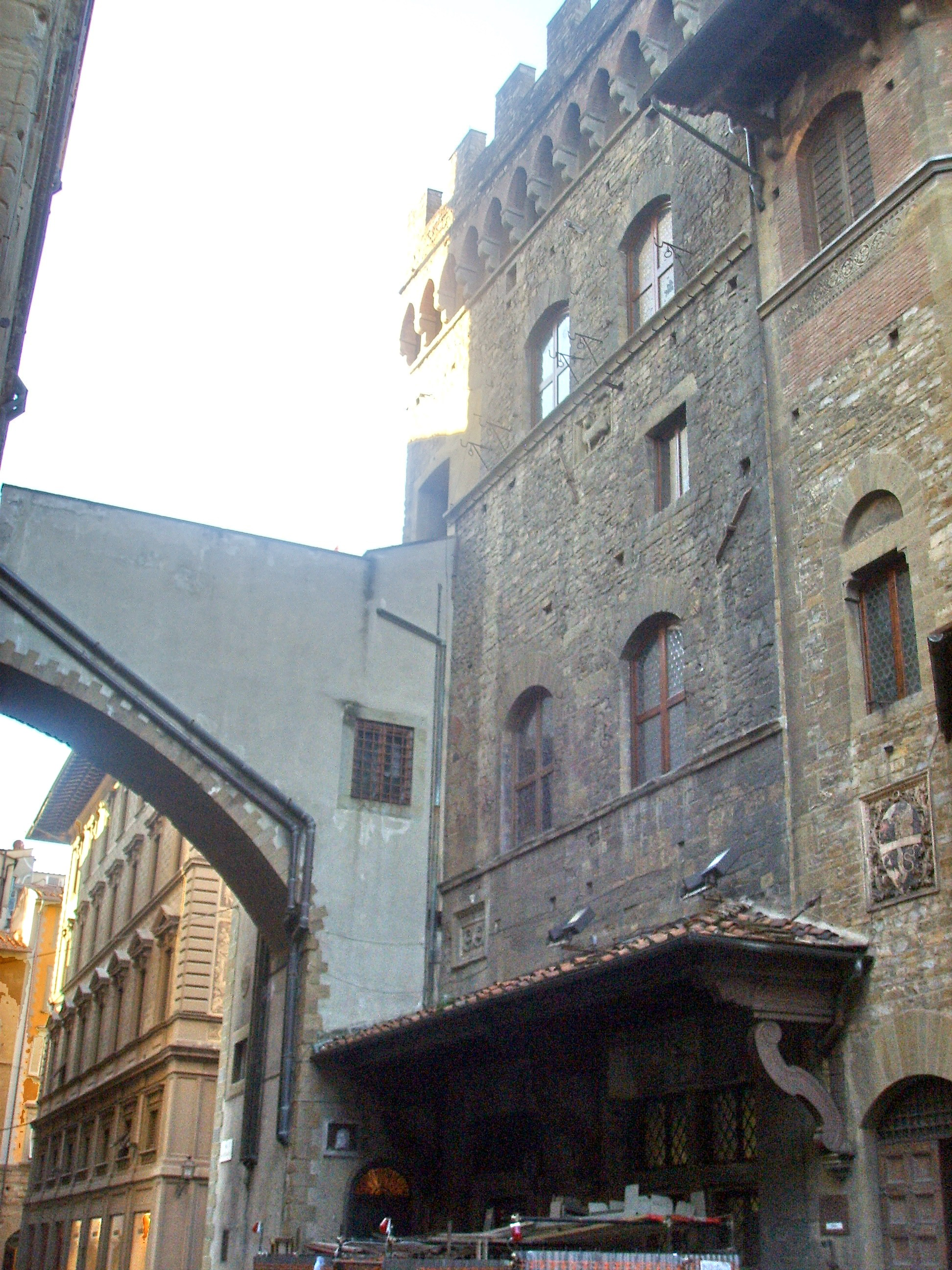
La passerelle vers la Torre dei Compiobbesi du Palazzo della Lana.

Une passerelle en pierre au Ier étage permet le passage entre Orsanmichele et le Palazzo della Lana (palais d'une des Arti, les riches corporations marchandes de la ville et  responsables de la bonne marche de la construction du Duomo sur les plans de Filippo Brunelleschi).

## Intérieur de l'église

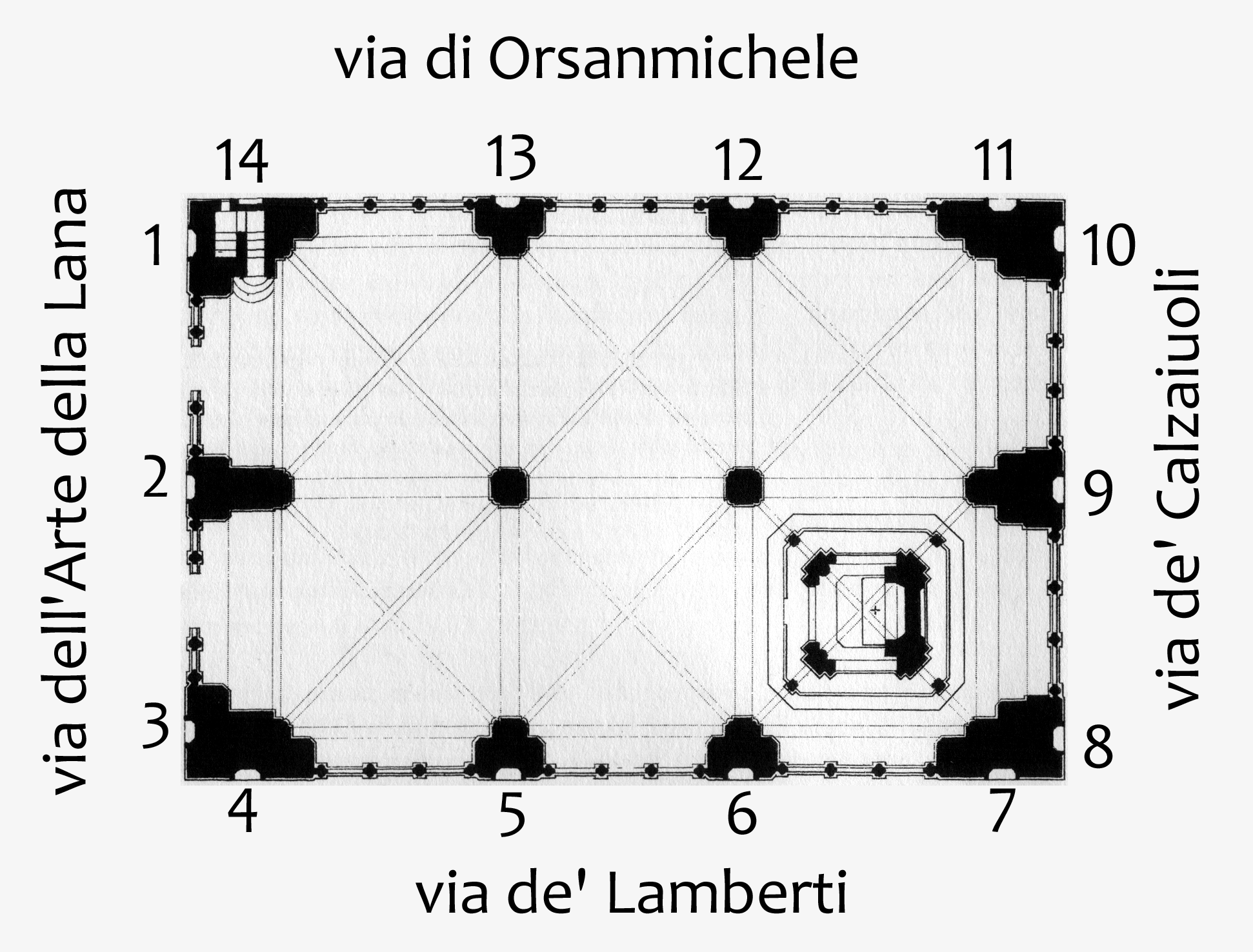
Plan du rez-de-chaussée et des niches.

Le plan intérieur est à deux nefs comportant chacune un autel.

### Autel deSainte Anne

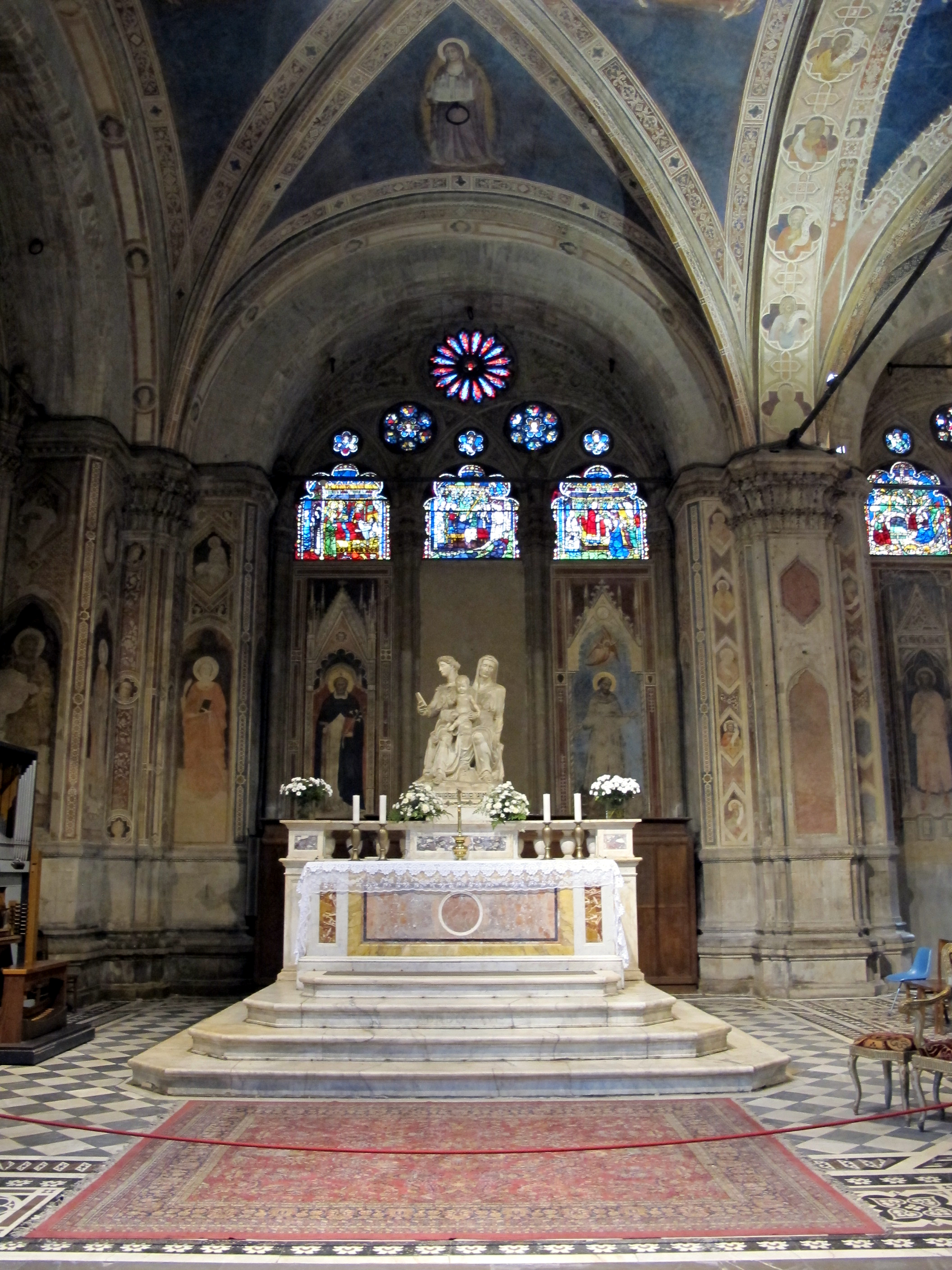
L'autel de Sant'Anna.

L'autel de marbre, à gauche, montre Sainte Anne, la Vierge et l'Enfant de Francesco da Sangallo (1526), avec de multiples traces de fresques du XIVe siècle, badigeonnées en 1770 et redécouvertes au XIXe siècle sur les voûtes et les piliers. Le groupe de marbre remplace une image peinte, commandée par la Signoria, en remerciement de l'expulsion de Florence de Gautier VI de Brienne, duc d'Athènes.

### Le tabernacle

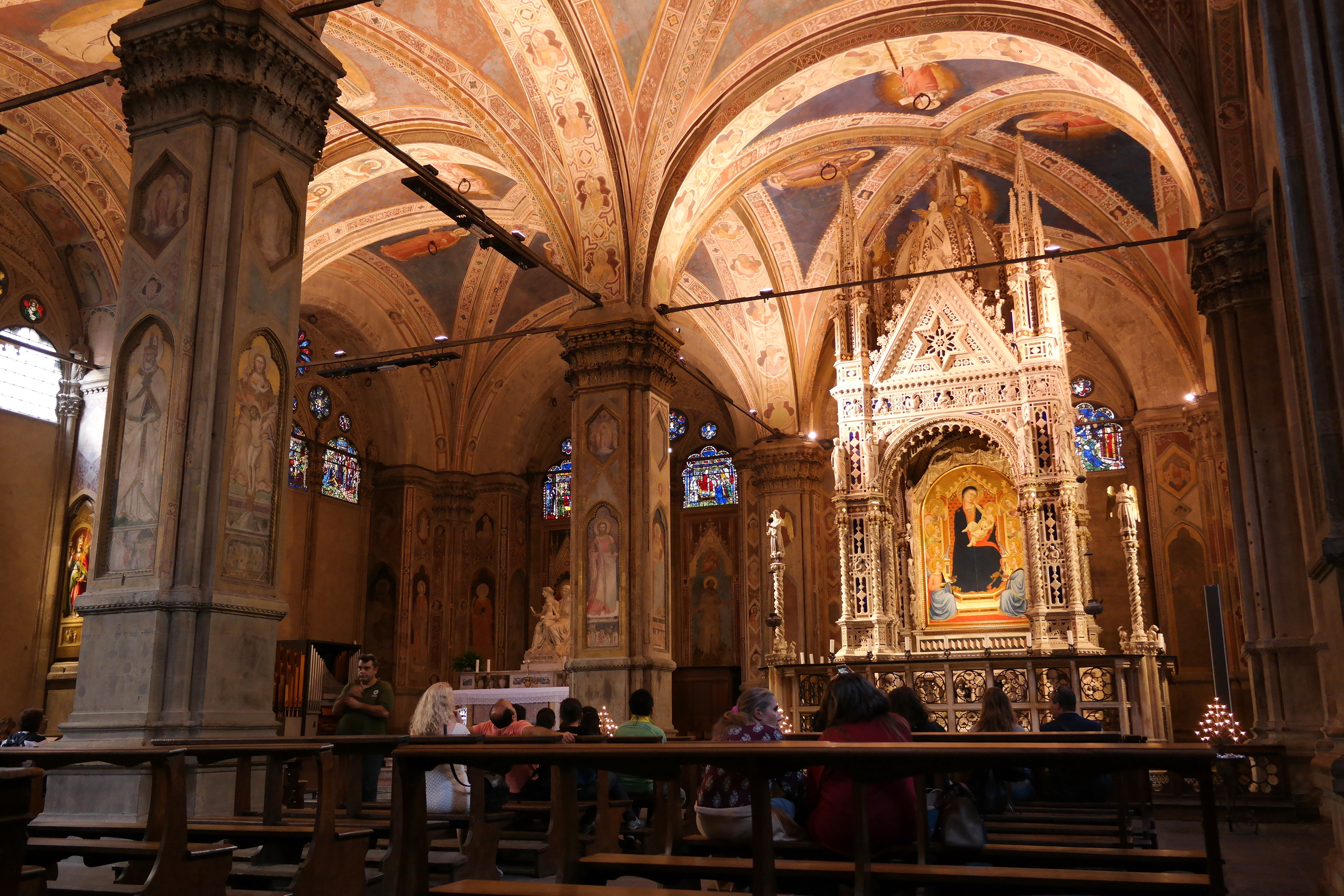
Le tabernacle d'Orcagna.

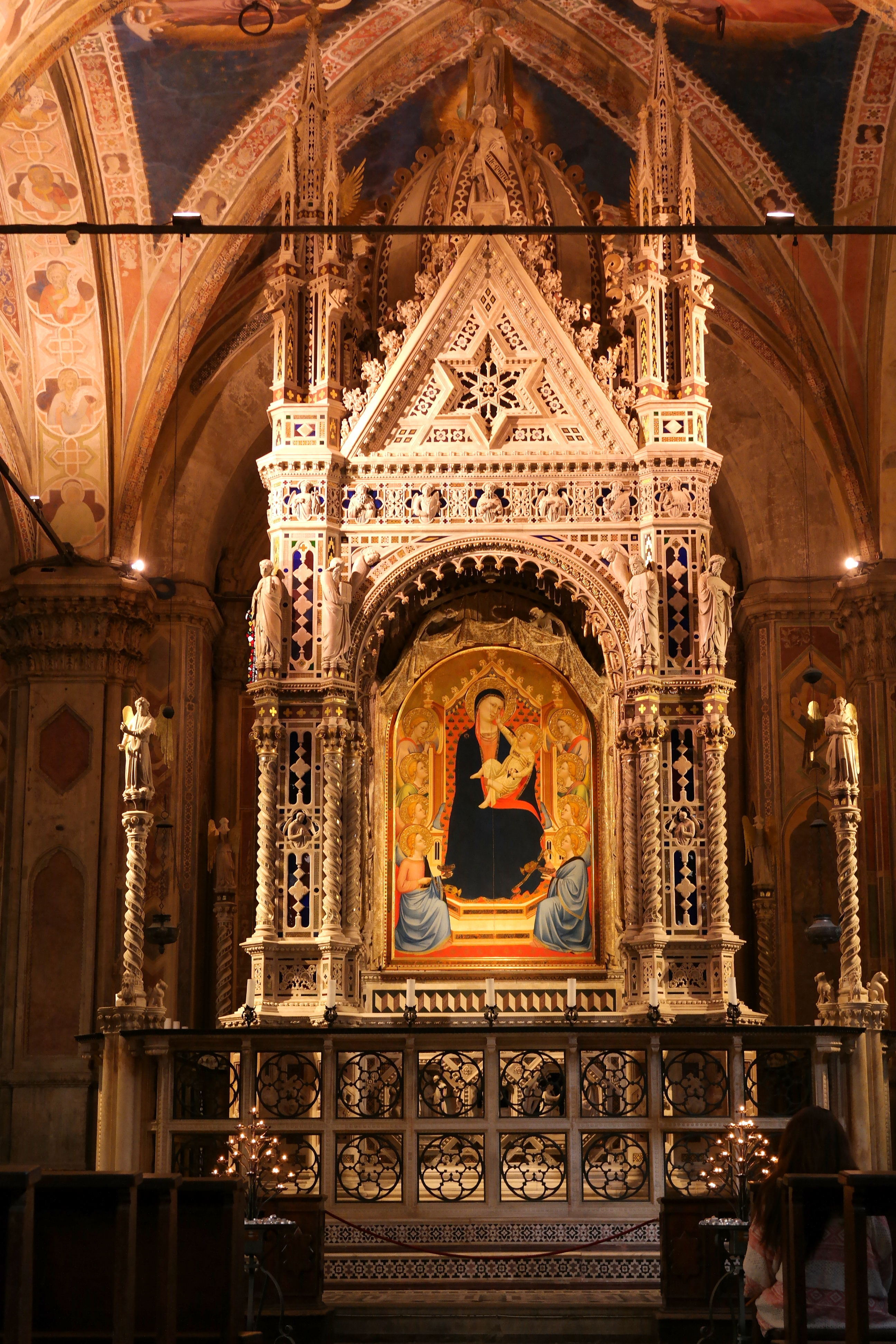
Le tabernacle d'Orcagna.

Sur le côté droit se trouve le tabernacle construit par Andrea Orcagna entre 1349 et 1359 pour abriter la Vierge à l'Enfant et aux Anges (peinture de Bernardo Daddi, 1347), qui remplaça une image miraculeuse, la Madonne d'Orsanmichele (d'Ugolino di Nerio) autrefois placée sur les piliers de la première loggia et probablement brûlée lors de l'incendie de 1304. 
Le tabernacle ciborium d'Andrea Orcagna est en marbre, incrusté de mosaïques d'or, lapis-lazuli et plaques émaillées (1349-1359), avec un bas-relief de la Mort de la Vierge et  son Assomption, ainsi que la Madonna delle Grazie de Bernardo Daddi (1348), (qui était visible de l'extérieur pendant la période de la loggia).
Le somptueux dais présente des incrustations de marbre coloré, des dorures et de minuscules décorations géométriques. L'édicule est soutenu par quatre piliers à colonnes torses, sur lesquels sont posés des arcs en plein cintre, des cuspides triangulaires et des pinacles. La base est ornée de panneaux en haut-relief représentant des Vertus et des histoires de Marie ; la partie arrière est cependant décorée d'un seul et grand bas-relief avec le Transit et l'Assomption de la Vierge, où se trouve également la signature de l'artiste, qui se qualifie d'« archimagister » et la date de 1359. Sur les piliers et la bande horizontale supérieure se trouvent des statuettes et des demi-figures en relief, avec des anges, des prophètes, des sibylles, des vertus et des apôtres. La coupole ovoïde est ornée au sommet d'un relief du Rédempteur. L'enceinte en marbre, avec des grilles en bronze, des colonnes torsadées aux angles et des anges tenant des bougies, est l'œuvre de Pietro Migliore en 1366.

### Fresques et panneaux

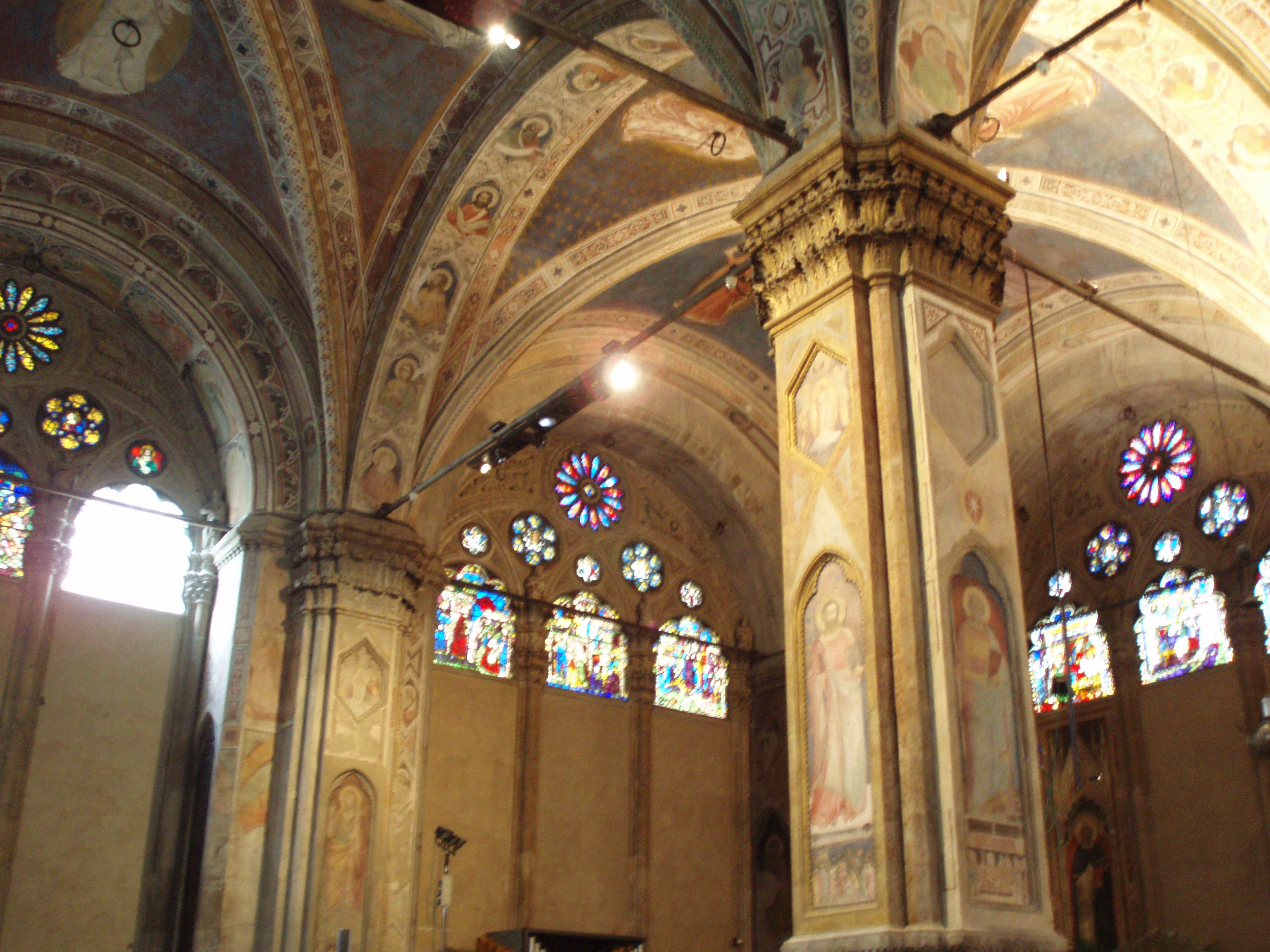
Les voûtes.

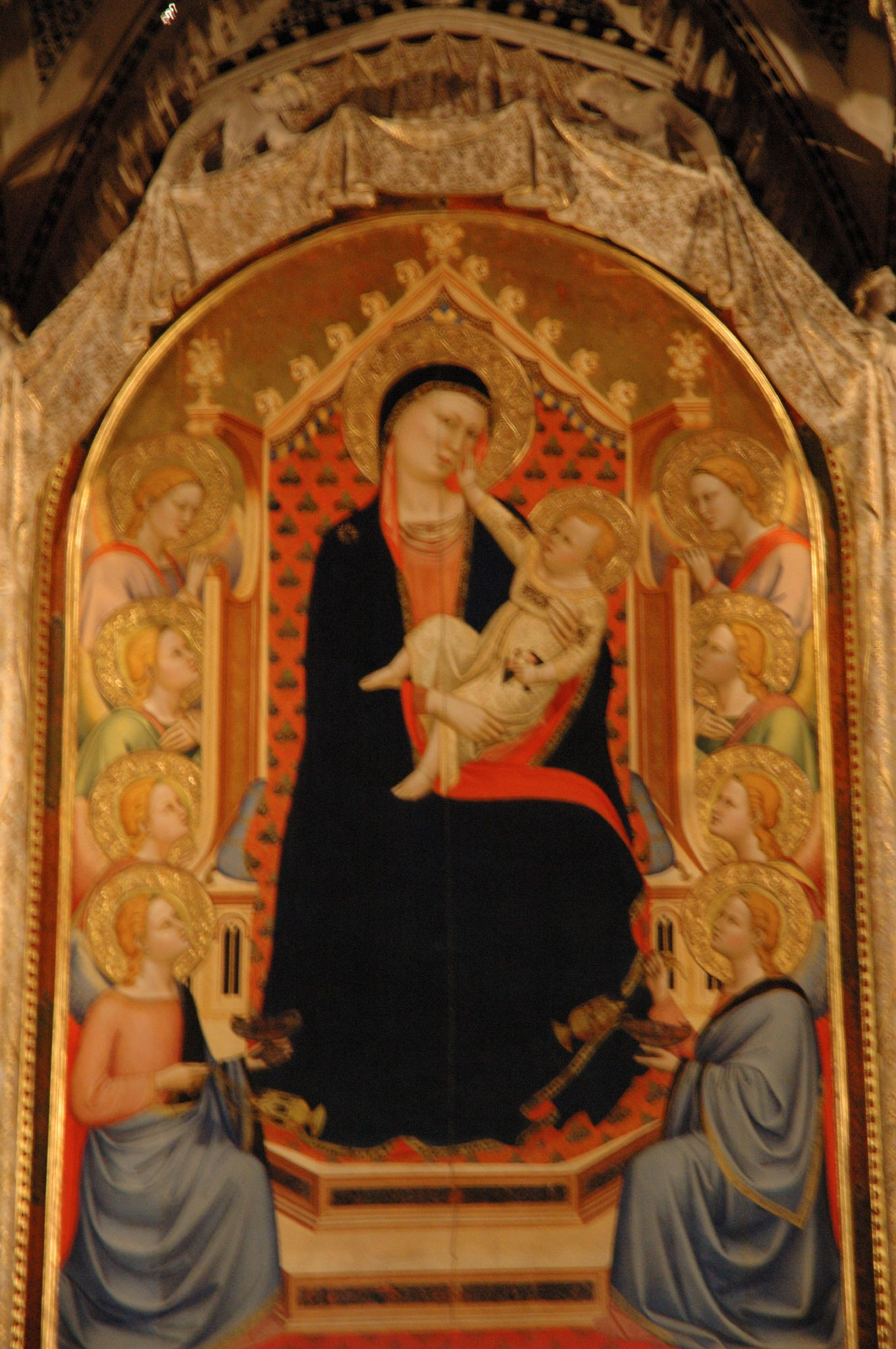
Vierge à l'Enfant intronisée, de Bernardo Daddi

À l'intérieur, de nombreuses fresques de la fin du XIVe siècle (recouvertes de plâtre au XVIIIe siècle et redécouvertes lors des restaurations du XIXe siècle) décorent les piliers, certains murs, ainsi que les segments des voûtes. Le cycle pictural des voûtes, exécuté en 1398-1399, représente des personnages de l'Ancien et du Nouveau Testament , selon un programme iconographique conçu par Franco Sacchetti. La première travée de la nef gauche présente des voûtes décorées de fresques de Lorenzo di Bicci (par attribution), avec les figures d'Ève, Rachel, Rebecca et Sara ; la deuxième travée à droite présente Judas Macchabée et David attribués à Ambrogio di Baldese, et Moïse et Josué, attribués à Spinello Aretino ; les deux travées des autels présentent des fresques attribuées à Mariotto di Nardo, avec le Père éternel et trois saints, et la Vierge avec trois saints.
Le périmètre des murs et des piliers est décoré de nombreuses figures.

### Vitraux
Les vitraux des lunettes des fenêtres à trois lancettes constituent un cycle des Histoires et miracles de la Vierge et l'image miraculeuse de la Madone d'Orsanmichele, composé en deux phases : la première par le maître verrier Leonardo di Simone vers 1380-1400, sur des dessins d'Agnolo Gaddi, Niccolò Gerini et Giovanni del Biondo, suivi d'un vitrail de Niccolò di Piero Tedesco, d'après un dessin de Lorenzo Monaco, et d'une deuxième phase avec Francesco di Giovanni Lastra et Bernardo di Francesco, d'après un dessin de Lorenzo Ghiberti (1429-1432). Les vitraux d'Orsanmichele, contrairement à d'autres cycles florentins importants comme celui de Santa Croce, ont subi des restaurations relativement peu invasives et peuvent être considérés pour la plupart comme originaux.

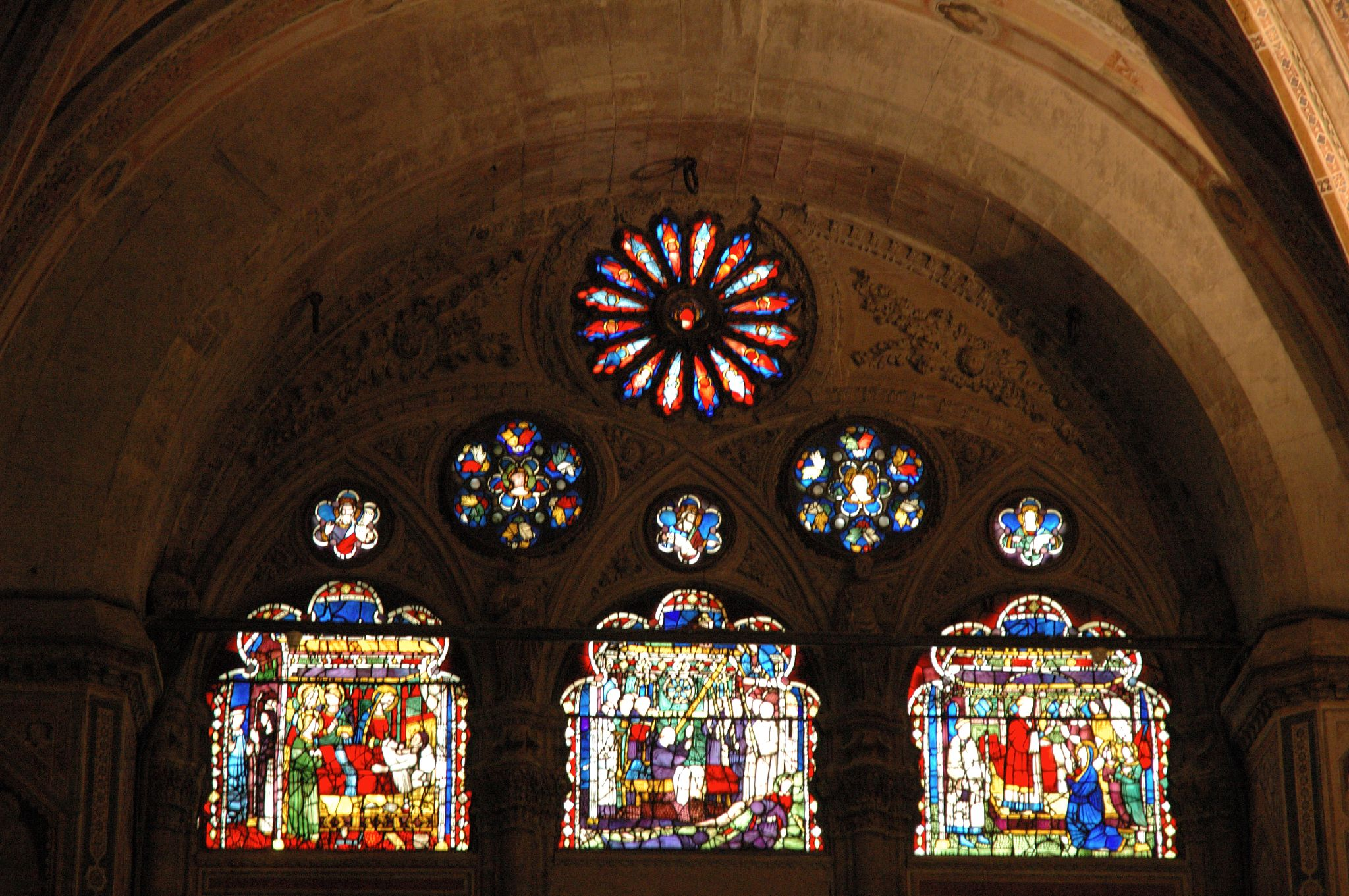
Vitraux montrant le Miracle de l'abbesse pécheresse, le sacristain noyé et la dernière communion avec une mourante.

## Liste complète des saints patrons desArti
- La Vierge à la rose (Madonna della Rosa) (1399) de Pietro di Giovanni Tedesco - commandité par Medici e Speziali (Médecins et apothicaires)
- Les Quatre Saints couronnés (1408) de Nanni di Banco - commandité par Maestri di Pietra e Legname (Forgerons et menuisiers)
- Saint Luc (1405-10) de Giambologna - commandité par Giudici e Notai (Juges et Notaires)
- Saint Marc (1411) de Donatello - commandité par Linaivoli e Rigattieri (Tisseurs de lin et fripiers)
- Saint Philippe (1412-14) de Nanni di Banco - commandité par Calzauoli (Chausseurs)
- le Christ et Saint Thomas (1467-83) de Andrea del Verrocchio - commandité par Tribunale di Mercanzia (Tribunal des marchands)
- Saint Eloi (1411-15) de Nanni di Banco - commandité par Maneschalchi (Maréchaux-ferrants)
- Saint Jacques (1415) de Lamberti - commandité par Pellicciai (Fourreurs et maroquiniers)
- Saint Pierre (1415) de Bernardo Ciuffagni / parfois attribué à Brunelleschi - commandité par Beccai (Bouchers)
- Saint Jean le Baptiste (1414-16) de Lorenzo Ghiberti - commandité par Calimala (Négociants de laine affinée)
- Saint Georges (1416) de Donatello - commandité par Corazzai (Armuriers)
- Saint Matthieu (1419-20) de Lorenzo Ghiberti - commandité par Cambio (Changeurs)
- Saint Étienne (1428) de Lorenzo Ghiberti - commandité par Lana (Tisseurs de laine)
- Saint Jean l'évangéliste de Baccio da Montelupo - commandité par Seta (Soyeux et orfèvres)

Les médaillons en terre cuite représentant leurs blasons sont placés au-dessus des arcades.